# Potônske Lúky
Potônske Lúky (in ungherese Patonyrét) è un comune della Slovacchia facente parte del distretto di Dunajská Streda, nella regione di Trnava.